# L'Insensible
Pour plus de détails, voir Fiche technique et Distribution.
L'Insensible (Подбросы, Podbrosy) est un film russe réalisé par Ivan Ivanovitch Tverdovski, sorti en 2018.

## Fiche technique
- Titre original : Подбросы, Podbrosy
- Titre français : L'Insensible
- Réalisation : Ivan Ivanovitch Tverdovski
- Scénario : Ivan Ivanovitch Tverdovski
- Photographie : Denis Alarcón Ramírez
- Montage : Ivan Ivanovitch Tverdovski
- Pays d'origine : Russie
- Format : Couleurs - 35 mm - 2,35:1
- Genre : drame
- Durée : 95 minutes
- Dates de sortie :
  -  Russie : juin 2018 (Kinotavr 2018)
  -  France : 26 juin 2019

## Distribution
- Denis Vlasenko : Denis
- Anna Sliou : Oksana, la mère de Denis
- Vilma Koutavitchioute : l'avocate
- Daniil Steklov : l'agent de la circulation
- Pavel Tchinariov : le procureur

## Distinctions

### Récompenses
- Kinotavr 2018 : Prix de la meilleure actrice pour Anna Sliou pour son rôle et prix de la meilleure photographie pour Denis Alarkon-Ramire[1].
- Festival international du film de Karlovy Vary 2018 : Mention spéciale du jury[2].
- Arras Film Festival 2018 : Atlas d'or du meilleur film[3].
- Festival du cinéma russe à Honfleur 2018 : prix du meilleur scénario[4].